# 中島健太 (バレーボール)
中島 健太（なかじま けんた、1991年8月25日 - ）は、日本の元男子バレーボール選手である。

## 来歴
愛媛県八幡浜市出身。祖母の勧めで中学1年生の頃からバレーボールを始める。
東温高等学校を経て近畿大学に進学。大学時代はV・チャレンジリーグ（当時のVリーグ2部リーグ）に所属する近畿クラブスフィーダでもプレー。2013年、V・プレミアリーグ（当時のVリーグ1部リーグ）に所属するJTサンダーズ（現・JTサンダーズ広島）の内定選手となった。内定選手として2013/14 V・プレミアリーグに出場した。
2014年、大学卒業後に、JTサンダーズに入団した。
2023年5月31日をもって、現役を引退した。引退後は社業に専念する予定である。

## 所属チーム
- 東温高等学校（2007-2010年）
- 近畿大学（2010-2014年）
  - 近畿クラブスフィーダ（2010-2013年）
- JTサンダーズ広島（2014-2023年）